# Пискарёв, Алексей Иванович
Алексей Иванович Пискарёв (ум. 1868) — русский археолог и этнограф. Автор ряда публикаций по археологии и этнографии.

## Биография
С 1844 по 1847 год работал редактором неофициального отдела «Рязанских губернских ведомостей», подготовил для отдела 35 публикаций по истории рязанского края.
В том же году в газете «Рязанские губернские ведомости» был напечатан его труд «Рязанские иерархи», который содержал в себе перечень всех высших церковных иерархов Рязанской губернии, а также иерархов периода Русского царства.